# Cienfuegos (provincie)
Cienfuegos is een van de vijftien provincies van Cuba, gelegen aan de zuidkust van het eiland Cuba. De hoofdstad is  de gelijknamige stad.
De provincie bestrijkt een oppervlakte van 4200 km² en is met 407.000 inwoners (2015), op Mayabeque na, de minst bevolkte provincie van Cuba.

## Gemeenten
De provincie bestaat uit acht gemeenten:

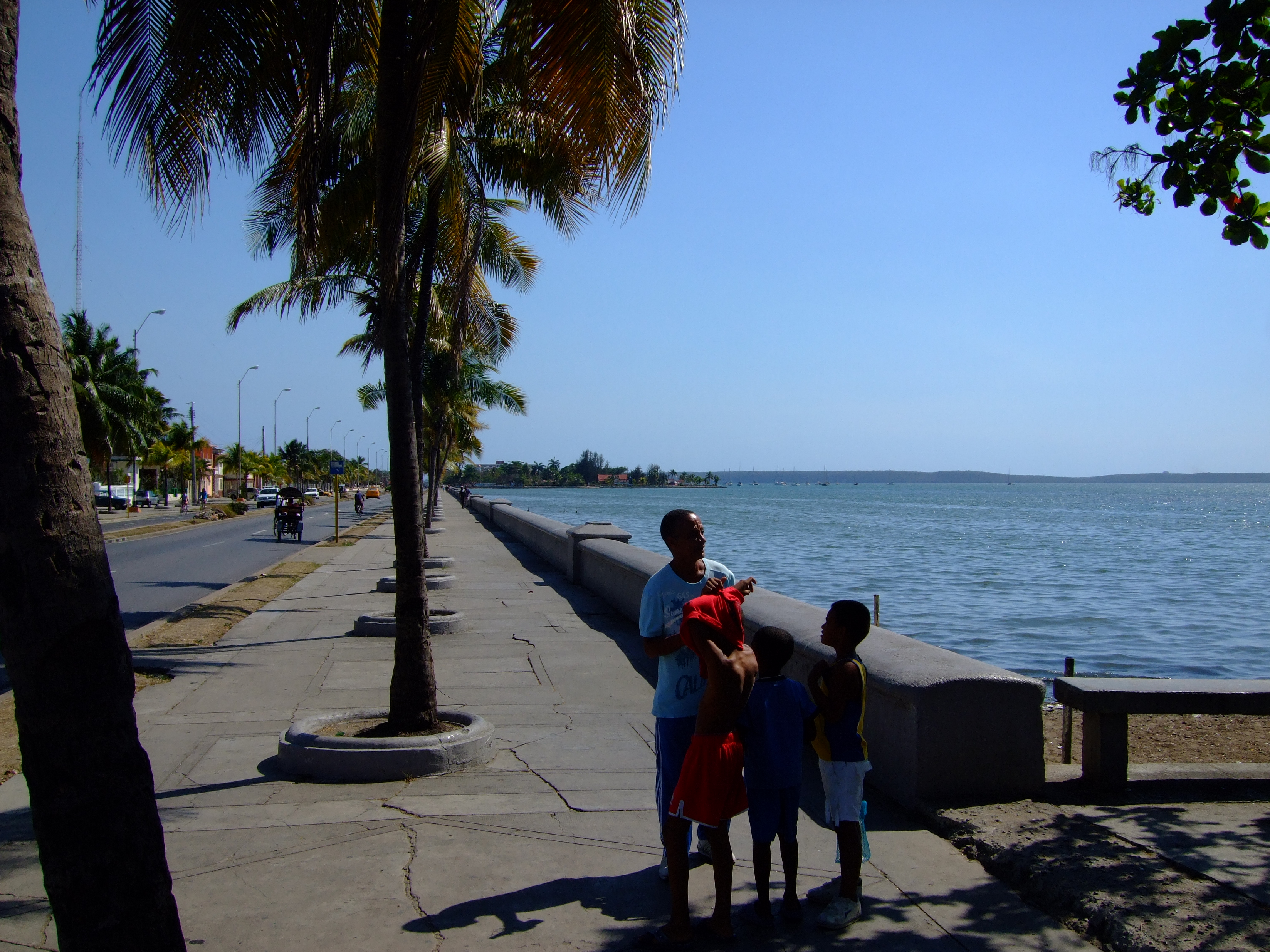
De baai van Cienfuegos

- Abreus
- Aguada de Pasajeros
- Cienfuegos
- Cruces
- Cumanayagua
- Lajas
- Palmira
- Rodas

Artemisa · Camagüey · Ciego de Ávila · Cienfuegos · Guantánamo · Granma · Havana · Holguín · Las Tunas · Matanzas · Mayabeque · Pinar del Río · Sancti Spíritus · Santiago de Cuba · Villa Clara